# Llista de monuments d'Oristà
Llista de monuments d'Oristà inclosos en l'Inventari del Patrimoni Arquitectònic Català pel municipi d'Oristà (Lluçanès). Inclou els inscrits en el Registre de Béns Culturals d'Interès Nacional (BCIN) amb la classificació de monuments històrics, els Béns Culturals d'Interès Local (BCIL) de caràcter immoble i la resta de béns arquitectònics integrants del patrimoni cultural català.
| Monument                                                   | Protecció    | Estil/època                           | Localització                                     | Coordenades                                          | Codi?         | Imatge |
| ---------------------------------------------------------- | ------------ | ------------------------------------- | ------------------------------------------------ | ---------------------------------------------------- | ------------- | --- |
| Castell d'Oristà                                           | BCIN 1147-MH |                                       | Oristà                                           | 41° 56′ 03″ N, 2° 03′ 48″ E / 41.934133°N,2.063219°E | RI-51-0005573 | Castell d'Oristà · Vegeu més fotos d'aquest monument · Carregueu una nova foto d'aquest monument                                 |
| Castell d'Olost                                            | BCIN 1148-MH | Obra popular XV-XVII, XX              | Oristà                                           | 41° 58′ 37″ N, 2° 05′ 40″ E / 41.976964°N,2.094546°E | RI-51-0005574 | Castell d'Olost (Oristà) · Vegeu més fotos d'aquest monument · Carregueu una nova foto d'aquest monument                         |
| Castell de Tornamira                                       | BCIN 1149-MH | Romànic Medieval, XVIII               | Oristà                                           | 41° 56′ 58″ N, 2° 03′ 36″ E / 41.949429°N,2.059970°E | RI-51-0005575 | Castell de Tornamira (Oristà) · Vegeu més fotos d'aquest monument · Carregueu una nova foto d'aquest monument                    |
| Casal de Vilaregut                                         | BCIN 1150-MH | Obra popular XIV-XV, XVIII            | Oristà                                           | 41° 57′ 36″ N, 2° 05′ 53″ E / 41.959985°N,2.098194°E | RI-51-0005576 | Carregueu una nova foto d'aquest monument                                                                                        |
| Castell de Toneu                                           | BCIN 1151-MH | Medieval                              | Oristà                                           | 41° 57′ 52″ N, 2° 06′ 43″ E / 41.964459°N,2.11185°E  | RI-51-0005577 | Carregueu una nova foto d'aquest monument                                                                                        |
| Ca l'Arnaus                                                |              | Obra popular XVII                     | Oristà C. de Barcelona                           |                                                      | IPA-23182     | Carregueu una nova foto d'aquest monument                                                                                        |
| Cal Pau                                                    |              | Obra popular XVI-XVIII                | Oristà C. Bonaire, 2                             | 41° 55′ 56″ N, 2° 03′ 34″ E / 41.932231°N,2.059528°E | IPA-23184     | Carregueu una nova foto d'aquest monument                                                                                        |
| Església parroquial de Sant Andreu                         |              | Romànic, barroc, neoclassicisme XVIII | Oristà Pl. de l'Església, 3                      | 41° 55′ 56″ N, 2° 03′ 36″ E / 41.932208°N,2.060047°E | IPA-23185     | Església parroquial de Sant Andreu (Oristà) · Vegeu més fotos d'aquest monument · Carregueu una nova foto d'aquest monument      |
| Rectoria de Sant Andreu d'Oristà                           |              | Obra popular                          | Oristà C. Bonaire, 1                             | 41° 55′ 56″ N, 2° 03′ 35″ E / 41.932179°N,2.059806°E | IPA-23186     | Carregueu una nova foto d'aquest monument                                                                                        |
| Carrer de Vic                                              |              | Obra popular XVI-XIX                  | Oristà C. de Vic                                 | 41° 55′ 58″ N, 2° 03′ 40″ E / 41.932776°N,2.061221°E | IPA-23189     | Carregueu una nova foto d'aquest monument                                                                                        |
| Portal adovellat de Cal Tint                               |              | Obra popular XVIII                    | Oristà C. de Vic, 2                              | 41° 55′ 57″ N, 2° 03′ 39″ E / 41.932451°N,2.060867°E | IPA-23190     | Carregueu una nova foto d'aquest monument                                                                                        |
| Cal Ferrer Boix o Cal Ferrer Boig                          |              | Obra popular XVI-XVII                 | Oristà C. Vic, 7                                 | 41° 55′ 58″ N, 2° 03′ 39″ E / 41.932693°N,2.060932°E | IPA-23191     | Carregueu una nova foto d'aquest monument                                                                                        |
| Cal Rossell                                                |              | Obra popular XV-XVIII                 | Oristà C. Vic, 32                                | 41° 56′ 00″ N, 2° 03′ 43″ E / 41.933214°N,2.061938°E | IPA-23193     | Carregueu una nova foto d'aquest monument                                                                                        |
| El Bach                                                    |              | Obra popular XVI-XVIII                | Oristà Ctra. B-433, km 8,8 a 1.500 m             | 41° 56′ 20″ N, 2° 04′ 30″ E / 41.938859°N,2.074967°E | IPA-23194     | Carregueu una nova foto d'aquest monument                                                                                        |
| El Molí d'en Bach                                          |              | Obra popular                          | Oristà Ctra. B-433, km 8,8 a 2.500 m             | 41° 56′ 23″ N, 2° 04′ 04″ E / 41.939684°N,2.067862°E | IPA-23197     | Carregueu una nova foto d'aquest monument                                                                                        |
| Cabanes                                                    |              | Obra popular XVIII-XIX                | Oristà Ctra. B-433, km 5 a 100 m                 | 41° 58′ 30″ N, 2° 04′ 15″ E / 41.974969°N,2.070872°E | IPA-23198     | Carregueu una nova foto d'aquest monument                                                                                        |
| Campa                                                      |              | Obra popular XVII, XIX                | Oristà                                           | 41° 59′ 21″ N, 2° 07′ 29″ E / 41.989121°N,2.124851°E | IPA-23199     | Carregueu una nova foto d'aquest monument                                                                                        |
| Masoveria de Campa                                         |              | Obra popular                          | Oristà                                           | 41° 59′ 21″ N, 2° 07′ 29″ E / 41.989121°N,2.124851°E | IPA-23200     | Carregueu una nova foto d'aquest monument                                                                                        |
| Casanova del Bach                                          |              | Obra popular XVIII                    | Oristà                                           | 41° 56′ 44″ N, 2° 04′ 27″ E / 41.945508°N,2.074147°E | IPA-23201     | Carregueu una nova foto d'aquest monument                                                                                        |
| El Clot del Forn                                           |              | Obra popular XVIII                    | Oristà                                           |                                                      | IPA-23202     | Carregueu una nova foto d'aquest monument                                                                                        |
| Comesòlives                                                |              | Obra popular XVI-XVIII                | Oristà                                           | 41° 56′ 17″ N, 2° 00′ 45″ E / 41.938177°N,2.012492°E | IPA-23203     | Carregueu una nova foto d'aquest monument                                                                                        |
| La Coromina                                                |              | Obra popular XVIII-XIX, XX            | Oristà Ctra. B-432, km 2 a 3.000 m               | 41° 57′ 35″ N, 2° 04′ 04″ E / 41.959588°N,2.067778°E | IPA-23204     | Carregueu una nova foto d'aquest monument                                                                                        |
| Crespí                                                     |              | Obra popular XVIII                    | Oristà Accessible des del raval de Sant Feliu    | 41° 54′ 53″ N, 2° 02′ 32″ E / 41.914777°N,2.042131°E | IPA-23205     | Carregueu una nova foto d'aquest monument                                                                                        |
| La Garriga                                                 |              | Obra popular XVII                     | Oristà Accessible des del raval de Sant Feliu    |                                                      | IPA-23206     | Carregueu una nova foto d'aquest monument                                                                                        |
| Can Guàrdia                                                |              | Obra popular XVIII                    | Oristà Abans del carrer de la Ruxda              | 41° 55′ 37″ N, 2° 04′ 04″ E / 41.926830°N,2.067676°E | IPA-23207     | Carregueu una nova foto d'aquest monument                                                                                        |
| Llobertera                                                 |              | Obra popular XVIII                    | Oristà Accés pel raval de Sant Feliu             | 41° 56′ 15″ N, 2° 01′ 47″ E / 41.937478°N,2.029837°E | IPA-23208     | Carregueu una nova foto d'aquest monument                                                                                        |
| Can Magre                                                  |              | Obra popular                          | Oristà                                           | 41° 58′ 00″ N, 2° 06′ 51″ E / 41.966729°N,2.114269°E | IPA-23209     | Carregueu una nova foto d'aquest monument                                                                                        |
| Mas Miquelet                                               |              | Obra popular XVII, XX                 | Oristà Accés per Sant Feliu Sasserra             | 41° 55′ 03″ N, 2° 02′ 46″ E / 41.917611°N,2.046092°E | IPA-23210     | Carregueu una nova foto d'aquest monument                                                                                        |
| Cal Moliner                                                |              | Obra popular XVII, XX                 | Oristà Proper a Sant Nazari de la Garriga        | 41° 54′ 02″ N, 2° 03′ 04″ E / 41.900694°N,2.051202°E | IPA-23212     | Carregueu una nova foto d'aquest monument                                                                                        |
| La Pedregosa                                               |              | Obra popular XVIII                    | Oristà                                           | 41° 58′ 56″ N, 2° 01′ 36″ E / 41.982105°N,2.026649°E | IPA-23213     | Carregueu una nova foto d'aquest monument                                                                                        |
| El Prat, o el Prat del Toneu                               |              | Obra popular XVIII-XX                 | Oristà Ctra. C-154, km 18 a 2.000 m              | 41° 57′ 48″ N, 2° 06′ 43″ E / 41.96345°N,2.111852°E  | IPA-23214     | Carregueu una nova foto d'aquest monument                                                                                        |
| Puigsaulens                                                |              | Obra popular XVII-XX                  | Oristà A 500 m Torre d'Oristà                    | 41° 57′ 29″ N, 2° 02′ 49″ E / 41.957985°N,2.046998°E | IPA-23215     | Carregueu una nova foto d'aquest monument                                                                                        |
| La Quintana                                                |              | Obra popular, neoclassicisme XVIII    | Oristà Ctra. B-433, km 11 a 500 m                | 41° 55′ 40″ N, 2° 03′ 05″ E / 41.927795°N,2.051343°E | IPA-23216     | Carregueu una nova foto d'aquest monument                                                                                        |
| La Riera                                                   |              | Obra popular XVI-XX                   | Oristà Ctra. C-154, km 16 a 1.000 m              |                                                      | IPA-23218     | Carregueu una nova foto d'aquest monument                                                                                        |
| La Rocaguinarda                                            |              | Obra popular XVI                      | Oristà Camí de la Rocaguinarda des de Sant Feliu | 41° 55′ 07″ N, 2° 02′ 38″ E / 41.918619°N,2.043894°E | IPA-23219     | Carregueu una nova foto d'aquest monument                                                                                        |
| Sagalés                                                    |              | Obra popular XVII-XVIII               | Oristà                                           | 41° 54′ 15″ N, 2° 04′ 00″ E / 41.904152°N,2.066595°E | IPA-23220     | Carregueu una nova foto d'aquest monument                                                                                        |
| Can Sant Nazari                                            |              | Obra popular XVIII                    | Oristà                                           | 41° 58′ 40″ N, 2° 01′ 33″ E / 41.977847°N,2.025833°E | IPA-23222     | Carregueu una nova foto d'aquest monument                                                                                        |
| Capella de Sant Nazari de la Garriga                       | BCIL 2004    | Romànic XII                           | Oristà Accés per la Ruxda                        | 41° 54′ 06″ N, 2° 03′ 17″ E / 41.901687°N,2.054768°E | IPA-23224     | Carregueu una nova foto d'aquest monument                                                                                        |
| Mas de Sant Salvador                                       |              | Obra popular                          | Oristà                                           | 41° 57′ 11″ N, 2° 07′ 50″ E / 41.952983°N,2.130446°E | IPA-23226     | Carregueu una nova foto d'aquest monument                                                                                        |
| Església de Sant Salvador de Serrallops, o de Serradellops |              | Romànic, barroc XI-XII, XIII-XVI, XX  | Oristà                                           | 41° 57′ 11″ N, 2° 07′ 50″ E / 41.953145°N,2.130444°E | IPA-23227     | Església de Sant Salvador de Serrallops (Oristà) · Vegeu més fotos d'aquest monument · Carregueu una nova foto d'aquest monument |
| El Puig de Sant Salvador                                   |              | Obra popular XVI-XVIII                | Oristà                                           | 41° 57′ 22″ N, 2° 07′ 28″ E / 41.956242°N,2.124417°E | IPA-23230     | Carregueu una nova foto d'aquest monument                                                                                        |
| Ermita de Sant Sebastià                                    | BCIL 2002    | Obra popular XV-XVIII                 | Oristà                                           | 41° 56′ 02″ N, 2° 03′ 46″ E / 41.933977°N,2.062687°E | IPA-23231     | Ermita de Sant Sebastià (Oristà) · Vegeu més fotos d'aquest monument · Carregueu una nova foto d'aquest monument                 |
| Can Saubet                                                 |              | Obra popular                          | Oristà                                           | 41° 57′ 23″ N, 2° 07′ 06″ E / 41.95635°N,2.118467°E  | IPA-23232     | Carregueu una nova foto d'aquest monument                                                                                        |
| La Sella                                                   |              | Obra popular XVIII                    | Oristà Ctra. BV-4404, km 1,5 a 100 m             | 41° 56′ 47″ N, 2° 02′ 59″ E / 41.946407°N,2.049608°E | IPA-23233     | Carregueu una nova foto d'aquest monument                                                                                        |
| Cal Solà                                                   |              | Obra popular XVI-XVIII                | Oristà                                           | 41° 56′ 04″ N, 2° 03′ 37″ E / 41.934425°N,2.060147°E | IPA-23235     | Carregueu una nova foto d'aquest monument                                                                                        |
| Solanes o Solanes del Bach                                 |              | Obra popular XVIII                    | Oristà                                           | 41° 57′ 05″ N, 2° 05′ 04″ E / 41.951392°N,2.084511°E | IPA-23236     | Carregueu una nova foto d'aquest monument                                                                                        |
| El Soler                                                   |              | Obra popular                          | Oristà                                           | 41° 58′ 08″ N, 2° 06′ 23″ E / 41.968973°N,2.106333°E | IPA-23237     | Carregueu una nova foto d'aquest monument                                                                                        |
| Terricabres                                                |              | Obra popular XVII, XX                 | Oristà                                           | 41° 56′ 53″ N, 2° 06′ 44″ E / 41.948178°N,2.112245°E | IPA-23238     | Carregueu una nova foto d'aquest monument                                                                                        |
| Toneu                                                      |              | Obra popular XVII-XVIII               | Oristà                                           | 41° 57′ 47″ N, 2° 06′ 51″ E / 41.963180°N,2.114245°E | IPA-23239     | Carregueu una nova foto d'aquest monument                                                                                        |
| Capella de la Mare de Déu del Roser del Mas Vallgatina     |              | Barroc XVIII                          | Oristà                                           | 41° 58′ 11″ N, 2° 00′ 05″ E / 41.969623°N,2.001286°E | IPA-23241     | Carregueu una nova foto d'aquest monument                                                                                        |
| El Verdaguer                                               |              | Obra popular XIX                      | Oristà Ctra. B-433, km 7,5                       | 41° 56′ 06″ N, 2° 05′ 09″ E / 41.934947°N,2.085735°E | IPA-23242     | Carregueu una nova foto d'aquest monument                                                                                        |
| Vilargunte                                                 |              | Obra popular                          | Oristà                                           | 41° 59′ 01″ N, 2° 03′ 37″ E / 41.983673°N,2.060244°E | IPA-23243     | Carregueu una nova foto d'aquest monument                                                                                        |
| Vila-roger                                                 |              | Obra popular XVII-XVIII               | Oristà Ctra. B-433, km 4 a 1.000 m               | 41° 56′ 54″ N, 2° 05′ 35″ E / 41.948325°N,2.093012°E | IPA-23244     | Carregueu una nova foto d'aquest monument                                                                                        |
| Voladeres                                                  |              | Obra popular XVI-XVII, XIX            | Oristà                                           | 41° 55′ 28″ N, 2° 05′ 17″ E / 41.924337°N,2.087985°E | IPA-23246     | Carregueu una nova foto d'aquest monument                                                                                        |
| Caraüll                                                    |              | Obra popular XVII                     | Oristà                                           | 41° 54′ 56″ N, 2° 05′ 06″ E / 41.915486°N,2.084916°E | IPA-23250     | Carregueu una nova foto d'aquest monument                                                                                        |
| Ca n'Oliveres                                              |              | Obra popular XVI-XVIII                | Oristà Vall de Caraüll                           | 41° 55′ 13″ N, 2° 05′ 55″ E / 41.920292°N,2.098736°E | IPA-23251     | Carregueu una nova foto d'aquest monument                                                                                        |
| Sant Genís de Caraüll                                      |              | Neoclassicisme XVIII                  | Oristà Vall de Caraüll                           | 41° 55′ 28″ N, 2° 06′ 19″ E / 41.924346°N,2.105171°E | IPA-23253     | Carregueu una nova foto d'aquest monument                                                                                        |
| El Castellot                                               |              | Obra popular XIX                      | Oristà Raval de Sant Feliu Sasserra              | 41° 56′ 17″ N, 2° 01′ 40″ E / 41.938001°N,2.027766°E | IPA-23257     | Carregueu una nova foto d'aquest monument                                                                                        |
| La Gallinera                                               |              | Obra popular XVIII                    | Oristà Raval de Sant Feliu Sasserra              | 41° 55′ 28″ N, 2° 02′ 10″ E / 41.924337°N,2.036235°E | IPA-23258     | Carregueu una nova foto d'aquest monument                                                                                        |
| Cal Martí                                                  |              | Obra popular XVIII                    | Oristà Raval de Sant Feliu Sasserra              | 41° 56′ 24″ N, 2° 01′ 26″ E / 41.939957°N,2.02378°E  | IPA-23259     | Carregueu una nova foto d'aquest monument                                                                                        |
| Pla de Moixons                                             |              | Obra popular XVIII                    | Oristà Raval de Sant Feliu Sasserra              | 41° 56′ 25″ N, 2° 01′ 26″ E / 41.94031°N,2.023907°E  | IPA-23261     | Carregueu una nova foto d'aquest monument                                                                                        |
| Serra Jordia, o Sant Salvador                              |              | Obra popular XVIII                    | Oristà Raval de Sant Feliu Sasserra              | 41° 55′ 59″ N, 2° 01′ 50″ E / 41.933017°N,2.030532°E | IPA-23262     | Carregueu una nova foto d'aquest monument                                                                                        |
| El Pla d'Oristà                                            |              | Obra popular XVIII                    | Oristà Camí de la Torre d'Oristà                 | 41° 56′ 17″ N, 2° 03′ 08″ E / 41.937954°N,2.052278°E | IPA-23263     | Carregueu una nova foto d'aquest monument                                                                                        |
| Casa Nova del Pla Besi                                     |              | Obra popular XVIII                    | Oristà Camí de la Torre d'Oristà                 | 41° 58′ 05″ N, 2° 03′ 06″ E / 41.968148°N,2.051722°E | IPA-23266     | Carregueu una nova foto d'aquest monument                                                                                        |
| Salelles                                                   |              | Obra popular XVI-XVIII                | Oristà La Torre d'Oristà                         | 41° 57′ 46″ N, 2° 02′ 31″ E / 41.96278°N,2.041943°E  | IPA-23267     | Carregueu una nova foto d'aquest monument                                                                                        |
| Santa Maria de la Torre                                    |              | Obra popular, historicisme XVIII-XX   | Oristà C. Mn. Riba Pont, 56, la Torre d'Oristà   | 41° 57′ 25″ N, 2° 03′ 10″ E / 41.956907°N,2.052722°E | IPA-23268     | Santa Maria de la Torre (Oristà) · Vegeu més fotos d'aquest monument · Carregueu una nova foto d'aquest monument                 |
| Cal Sastre, o Cal Quim, Cal Muntaner                       |              | Obra popular XVIII                    | Oristà C. Mn. Riba Pont, 33, la Torre d'Oristà   | 41° 57′ 23″ N, 2° 03′ 10″ E / 41.956368°N,2.052838°E | IPA-23273     | Carregueu una nova foto d'aquest monument                                                                                        |
| Can Bosals                                                 |              | Obra popular XVIII                    | Oristà Camí de la Ruxeda                         | 41° 55′ 12″ N, 2° 04′ 08″ E / 41.92013°N,2.068834°E  | IPA-23275     | Carregueu una nova foto d'aquest monument                                                                                        |
| Casa Nova de Solà, o Sagalés                               |              | Obra popular XVII                     | Oristà Camí de la Ruxeda                         | 41° 54′ 59″ N, 2° 03′ 47″ E / 41.916290°N,2.06297°E  | IPA-23276     | Carregueu una nova foto d'aquest monument                                                                                        |
| Ca la Venta                                                |              | Obra popular XVII                     | Oristà Camí de la Ruxeda                         | 41° 55′ 21″ N, 2° 03′ 40″ E / 41.922545°N,2.061238°E | IPA-23278     | Carregueu una nova foto d'aquest monument                                                                                        |
| Vilacendra                                                 |              | Obra popular XVIII                    | Oristà Camí de la Ruxeda                         | 41° 55′ 19″ N, 2° 04′ 52″ E / 41.922076°N,2.081192°E | IPA-23279     | Carregueu una nova foto d'aquest monument                                                                                        |
| Les Comes                                                  |              | Obra popular XIX                      | Oristà Camí de la Riera a Quinaus                | 41° 58′ 55″ N, 2° 07′ 31″ E / 41.981868°N,2.125300°E | IPA-23536     | Carregueu una nova foto d'aquest monument                                                                                        |
| El Solerot                                                 |              | Obra popular XVIII                    | Oristà                                           | 41° 56′ 34″ N, 2° 07′ 41″ E / 41.94269°N,2.12807°E   | IPA-23566     | Carregueu una nova foto d'aquest monument                                                                                        |
| Cal Pastisser                                              |              | Obra popular XVIII                    | Oristà C. de Vic, 9-13                           | 41° 55′ 58″ N, 2° 03′ 40″ E / 41.932848°N,2.061135°E | IPA-30915     | Carregueu una nova foto d'aquest monument                                                                                        |
| Pedró de Sant Jaume de la Torre d'Oristà                   |              | Obra popular XIX                      | Oristà C. de Mn. Riba Pont                       | 41° 57′ 36″ N, 2° 03′ 16″ E / 41.960119°N,2.054496°E | IPA-30916     | Carregueu una nova foto d'aquest monument                                                                                        |
| Llinda del carrer de Barcelona                             |              | Obra popular XVII                     | Oristà C. de Barcelona                           |                                                      | IPA-35463     | Carregueu una nova foto d'aquest monument                                                                                        |
| Cabana de pedra seca, cabana 2                             |              | Obra popular XIX                      | Oristà                                           | 41° 55′ 40″ N, 2° 03′ 31″ E / 41.927775°N,2.05855°E  | IPA-36828     | Carregueu una nova foto d'aquest monument                                                                                        |
| Cabana de pedra seca, cabana 3                             |              | Obra popular XIX                      | Oristà Al costat de la carretera                 | 41° 55′ 45″ N, 2° 03′ 33″ E / 41.929198°N,2.059108°E | IPA-36829     | Carregueu una nova foto d'aquest monument                                                                                        |
| Molí del Solà                                              |              | Obra popular                          | Oristà                                           | 41° 56′ 12″ N, 2° 03′ 33″ E / 41.93677°N,2.05926°E   | IPA-40819     | Carregueu una nova foto d'aquest monument                                                                                        |
| Molí de Cabanas                                            |              | Obra popular                          | Oristà                                           | 41° 58′ 39″ N, 2° 04′ 09″ E / 41.97754°N,2.06913°E   | IPA-40820     | Carregueu una nova foto d'aquest monument                                                                                        |
| Molí de la Coromina                                        |              | Obra popular XVIII-XIX                | Oristà                                           | 41° 57′ 31″ N, 2° 03′ 48″ E / 41.95862°N,2.06340°E   | IPA-40821     | Carregueu una nova foto d'aquest monument                                                                                        |
| Pou de gel de la Quintana                                  |              | Obra popular                          | Oristà                                           | 41° 55′ 40″ N, 2° 02′ 59″ E / 41.927858°N,2.049782°E | IPA-40822     | Carregueu una nova foto d'aquest monument                                                                                        |
| Molí de Dalt de la Quintana                                |              | Obra popular                          | Oristà                                           | 41° 55′ 41″ N, 2° 03′ 00″ E / 41.92800°N,2.05001°E   | IPA-40823     | Carregueu una nova foto d'aquest monument                                                                                        |
| Molí de Baix de la Quintana                                |              | Obra popular XVII-XVIII               | Oristà                                           | 41° 55′ 43″ N, 2° 03′ 00″ E / 41.92850°N,2.04992°E   | IPA-40824     | Carregueu una nova foto d'aquest monument                                                                                        |
| Molí de Blanquer                                           |              | Obra popular XVIII-XIX                | Oristà                                           | 41° 58′ 24″ N, 2° 01′ 27″ E / 41.97333°N,2.02423°E   | IPA-40825     | Carregueu una nova foto d'aquest monument                                                                                        |
| Molí de Caraüll                                            |              | Obra popular                          | Oristà Carretera C-670, km 4,100                 | 41° 54′ 52″ N, 2° 05′ 08″ E / 41.914369°N,2.085663°E | IPA-40826     | Carregueu una nova foto d'aquest monument                                                                                        |
| Molí de la Riba                                            |              | Obra popular                          | Oristà Carretera B-433, km 13,200                | 41° 56′ 36″ N, 2° 02′ 28″ E / 41.943448°N,2.041082°E | IPA-40827     | Carregueu una nova foto d'aquest monument                                                                                        |
| Molí del Miquelet                                          |              | Obra popular                          | Oristà                                           | 41° 55′ 05″ N, 2° 02′ 52″ E / 41.918123°N,2.047780°E | IPA-40828     | Carregueu una nova foto d'aquest monument                                                                                        |
| Molí del Tornamira                                         |              | Obra popular XVII-XVIII               | Oristà                                           | 41° 56′ 55″ N, 2° 03′ 45″ E / 41.94861°N,2.06256°E   | IPA-40829     | Carregueu una nova foto d'aquest monument                                                                                        |